# Nargedia
Nargedia  es un género de plantas con flores perteneciente a la familia de las rubiáceas. Incluye una sola especie: Nargedia macrocarpa Bedd. 1871.
Es nativo de Sri Lanka.